# Изкуствена деформация на черепа
Изкуствената деформация на черепа е преднамерена промяна на формата на главата чрез продължително прилагане на определена сила върху главата в ранна детска възраст.
Постига се чрез различни видове превръзки, които издължават черепа (лежаща форма) или увеличават височината му (висока форма). Изкуствена деформация на черепа е намерена у черепи от епохата на неолита до средновековието. В световната история редица народи са практикували изкуствена черепна деформация, за да придадат на главата различна форма. Археологически находки свидетелстват за подобни традиции още при неолитните земеделци в Близкия изток. Обичаят се среща по целия свят – при хуни, прабългари, алани, авари, източногермански племена, египтяни, маи, инки, австралийските аборигени и др. Процесът за деформацията започва почти от раждането, когато костите на черепа имат най-голяма пластичност. Желаната форма се добивала с помощта на стегнати бинтове или дървени дъски. Сред причините за този обичай е желанието да се обособи отделно племе или определен род от другите хора. Това е често демонстрация на социален статус или просто проявление на своеобразни естетически представяния.
Обичаят на черепна деформация е синхронен с миграциите на древните степни номадски племена от Централна Азия по пътя им към Европа, като по находките в некрополите може да се датира и придвижването им. При изследването на някои прабългарски некрополи също е разкрита специфична черта от антропологическия облик на прабългарите – практиката да се предизвиква изкуствена цилиндрична деформация на черепа чрез пристягане главата на новородените.